# Gros Michel

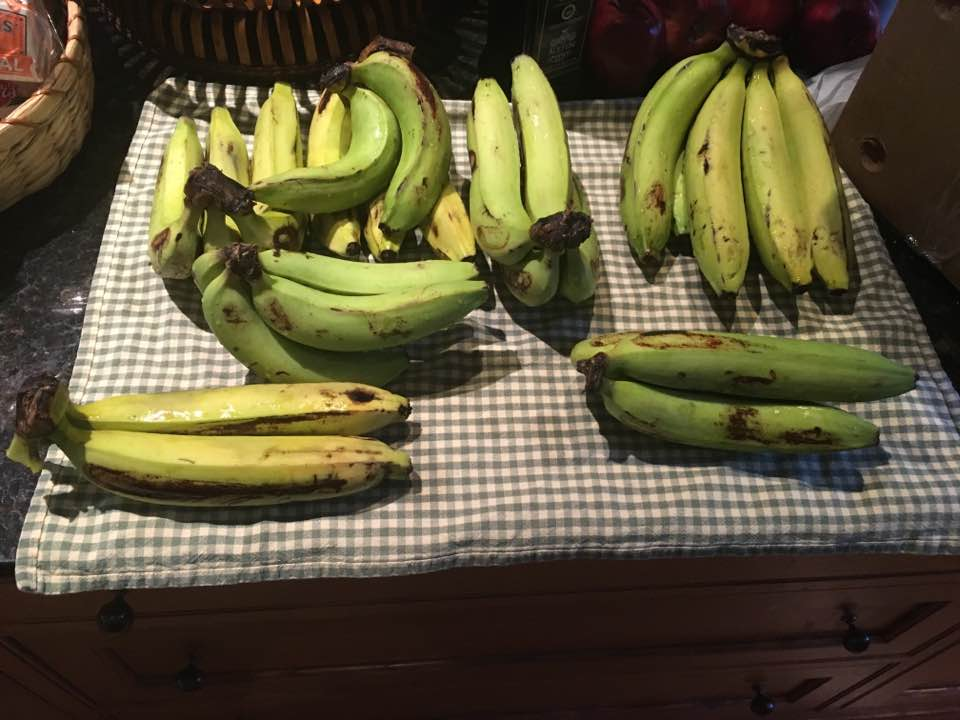
Ca. 30 Gros-Michel-Bananen in unterschiedlichem Stadium der Reife.

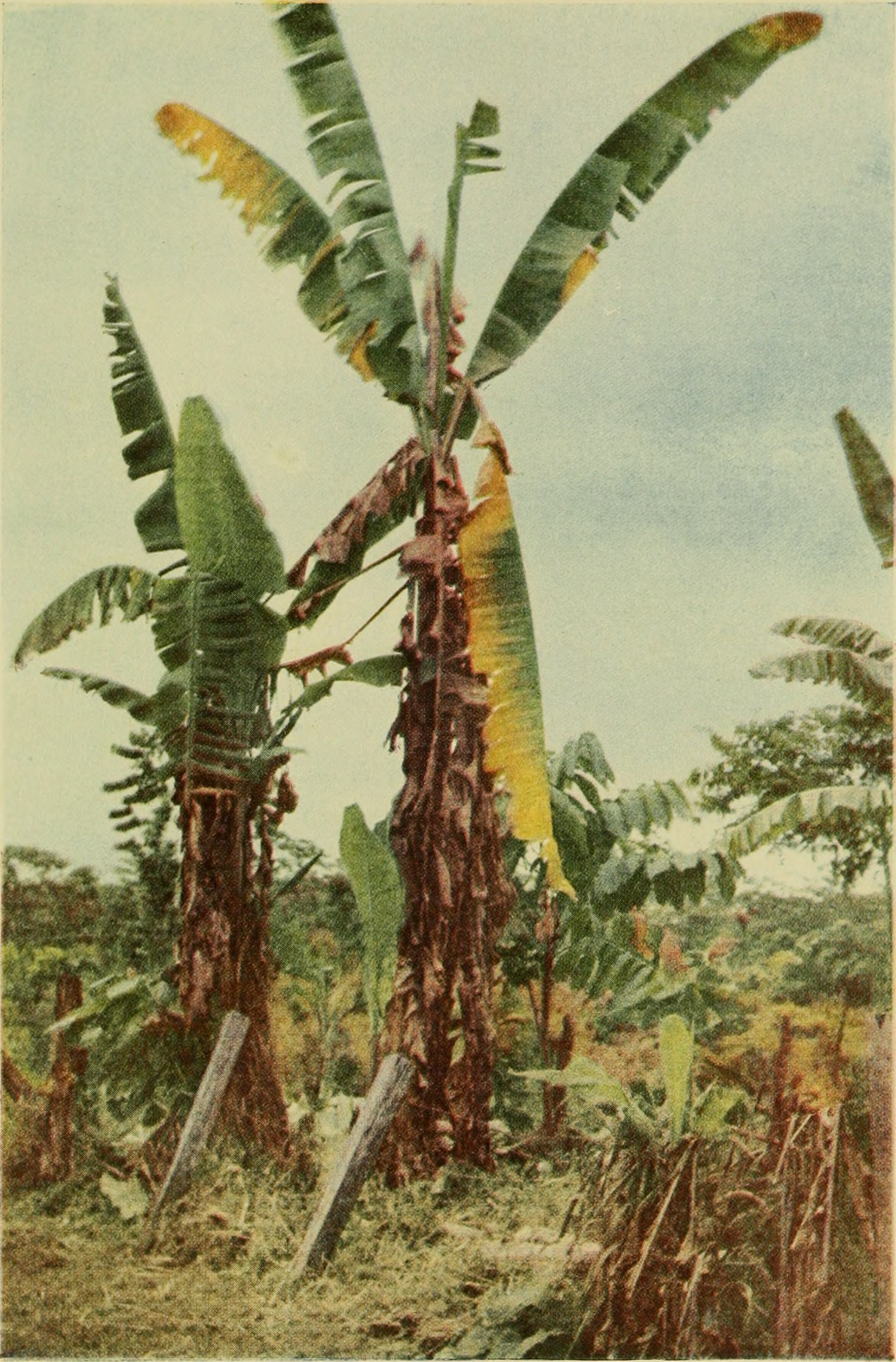
Von der Panama-Krankheit befallene Pflanze

Die Bananensorte Gros Michel („Dicker Michael“), US-amerikanisch auch „Big Mike“ genannt, war die erste Exportbanane in die USA und bis zum Ende der 1950er Jahre die bedeutendste Handelssorte unter den Dessertbananen weltweit. Obwohl es andere Dessertbananen gab, eignete sich die Gros Michel besonders für den Export in Länder außerhalb der Tropen.
Die Gros Michel stammt aus Südostasien (Burma, Thailand, Malaysia, Indonesien, Sri Lanka) und wurde in den 1820er Jahren von französischen Seeoffizieren nach Martinique gebracht. Von dort verbreitete sich der Anbau in der Karibik einschließlich Jamaika. Der Legende nach begann der Großhandelsexport der Banane in die USA im Jahre 1879 mit der ersten Verschiffung von Gros-Michel-Bananen von Jamaika nach New Jersey durch Seekapitän Lorenzo Dow Baker, der später mit dem Unternehmer Andrew Preston die Firma Boston Fruit gründete, die heute Teil der Chiquita Brands International ist. Der große Exporterfolg der Jamaika-Banane führte zur weitläufigen Verbreitung ihres Anbaus von Fidschi über Nicaragua und Hawaii bis nach Australien.
Seit Anfang des 20. Jahrhunderts bis etwa 1960 wurde ein Großteil der Bestände von der Panama-Krankheit – hervorgerufen durch den Pilz Oxysporum – vernichtet. Um 1960 waren alle Importeure der Gros Michel fast bankrott, da sie bis zur letzten Minute gewartet hatten, um dieser Anbaukrise mit dem notwendigen finanziellen Aufwand zu begegnen. Als Exportprodukt wurde die Gros Michel schließlich von der aus Vietnam stammenden Cavendish-Banane abgelöst, die für die Panama-Krankheit nicht anfällig war. Aufgrund der dickeren Schale erfordert Gros Michel weniger Sorgfalt bei Ernte und Transport als die Cavendish. Auch gilt die Gros Michel als schmackhafter als die kleinere Cavendish-Bananensorte.
Die Cavendish wurde später ebenfalls von einer neuen Variante der Panamakrankheit befallen. Man sieht nunmehr als wesentlichen Grund eine Krankheitsanfälligkeit der Plantagenkulturen durch die vegetative Vermehrung, was faktisch dem Klonen gleichkommt. Die Honduranische Stiftung für Agrarforschung (FHIA) hat dagegen seit 1958 an neuen Bananensorten gearbeitet, die durch generative Vermehrung mit Samenbildung gezüchtet werden, darunter auch Varianten der Gros Michel. Die ersten neuen Bananensorten der FHIA, die resistent gegen die Panama-Krankheit sind (FHIA-01 von 1988), stammen allerdings nicht von der Gros Michel ab (FHIA-23).
Nach der großflächigen Dezimierung der Gros Michel wird diese Bananensorte heute nur noch in kleinen Gebieten angebaut. Der Export in nichttropische Regionen beschränkt sich auf den Delikatessenhandel. Anbaugebiete sind heute der zentrale Kongo und einige Inseln wie Saint Lucia, die von der Epidemie verschont blieben.